# جاك لورينز
جاك لورينز (بالإنجليزية: Jack Lorenz)‏ هو عالم بيئة أمريكي، ولد في 14 مارس 1939، وتوفي في 2 مارس 2009 بسبب سكتة.